# أجسام وولف
الكُلْوَةُ المُوَسَّطَة (ج:كُلْوَاتٌ مُوَسَّطة) أو الكلية الوسطى(بالإنجليزية: Mesonephros)‏ وهي ضمن أنيبيبات وولف أو أجسام وولف (بالإنجليزية: Wolffian body)‏ (أو أنيبيبات كوبلت) هي طلائع الكلوات الموسط.

## النمو
تنمو سلسلة من الأنيبيبات، أنيبيبات وولف، على الجانب الأوسط من قناة وولف من الجزء الرقبي السادس إلى الجزء القطني الثالث. ويزيد عدد تلك الأنيبيبات بالانبتات من الأنيبيبات الأولية. ثم تتغير كتل الخلايا لتصبح مقعرة من المنتصف. ثم ينمو أحد الأطراف للداخل وينفتح أخيرًا ليصبح قناة وولف، بينما يتوسع الطرف الآخر وتغتلفه حزمة من أوعية دموية شعيرية ليكون كبيبة. وتجتمع الأنيبيبات معًا لتكون الكلى الموسطة.